# Friedrich Ludwig Heinrich von Kleist
Friedrich Ludwig Heinrich von Kleist (* 11. März 1771 in Potsdam; † 16. April 1838 in Darmstadt) war preußischer Generalmajor.

## Leben

### Herkunft
Friedrich Ludwig Heinrich von Kleist war ein Angehöriger der pommerschen Adelsfamilie von Kleist und Sohn des Generals Franz Kasimir von Kleist (* 1736; † 1808) und der Caroline Luise Eleonore Johanne von Kleist a.d.H. Zützen (* 1747; † 1780). Franz Alexander von Kleist war sein älterer Bruder.

### Werdegang
Kleist begann seine Laufbahn in der preußischen Armee 1786 als Gefreiterkorporal im Infanterieregiment Jung-Bornstedt (Nr. 20). 1787 avancierte er zum Fähnrich, 1790 zum Sekondeleutnant, 1798 zum Premierleutnant und 1801 zum Stabskapitän. Er nahm am Vierten Koalitionskrieg teil und wurde bei Auerstedt schwer verwundet. 1809 nahm er im Rang eines Majors zum ersten Mal seinen Abschied.
In den Befreiungskriegen stand er wieder bei der Truppe, verdiente sich bei Großbeeren das Eiserne Kreuz II., den russischen St.-Annen-Orden II. Klasse und den schwedischen Schwertorden III. Klasse. Er nahm dann an der Schlacht bei Dennewitz teil und wurde bei Leipzig erneut verwundet, erhielt jedoch den russischen St.-Georg-Orden V. Klasse. Es folgten Gefechte bei Klupensieck und Seestedt sowie die Belagerung von Longwy. 1813 erhielt er ordentliche Wiederanstellung als wirklicher Kapitän mit Patent aus 1809 beim 1. Pommerschen Infanterieregiment (Nr. 2). Noch 1813 avancierte er erneut zum Major und wurde in das Hauptquartier des schwedischen Kronprinzen abkommandiert. 1814 wurde Kleist Adjutant bei General Graf von Wallmoden sowie Kommandeur des 3. Elb-Landwehr-Infanterieregiments, nahm jedoch noch selben Jahres im Rang eines Oberstleutnants erneut seinen Abschied.
Schon 1815 wurde er jedoch Kommandeur des 4. Elb-Landwehr-Infanterieregiments und 1816 Kommandeur des 6. Kurmärkischen Landwehrregiments, ein halbes Jahr später wechselte er als Kommandeur zum 23. Infanterieregiment. 1821 avancierte er zum Oberst und erhielt 1824 den Roten Adlerorden III. Klasse sowie 1828 den Johanniter-Orden. 1830 war Kleist Kommandeur der 9. Infanteriebrigade und wurde 1832 zum Generalmajor befördert. 1834 nahm er letztmals seinen Abschied und erhielt den Roten Adlerorden II. Klasse mit Eichenlaub sowie die gesetzliche Pension. Seit 1836 hielt er sich dauerhaft in Darmstadt auf, wo er wenig später verstarb.

### Familie
Kleist vermählte sich 1799 in Detmold mit Charlotte Marianne Luise Eleonore von Donop (* 1777; † 1855), Tochter des Wilhelm Gottlieb Levin von Donop (* 1741; † 1819), Drost zu Schwalenberg und Obermarschall des Fürstentums Lippe und der Marie Henriette Johannette von Donop. Die Ehe blieb ohne Erben.